# Kanton Saint-Valery-sur-Somme

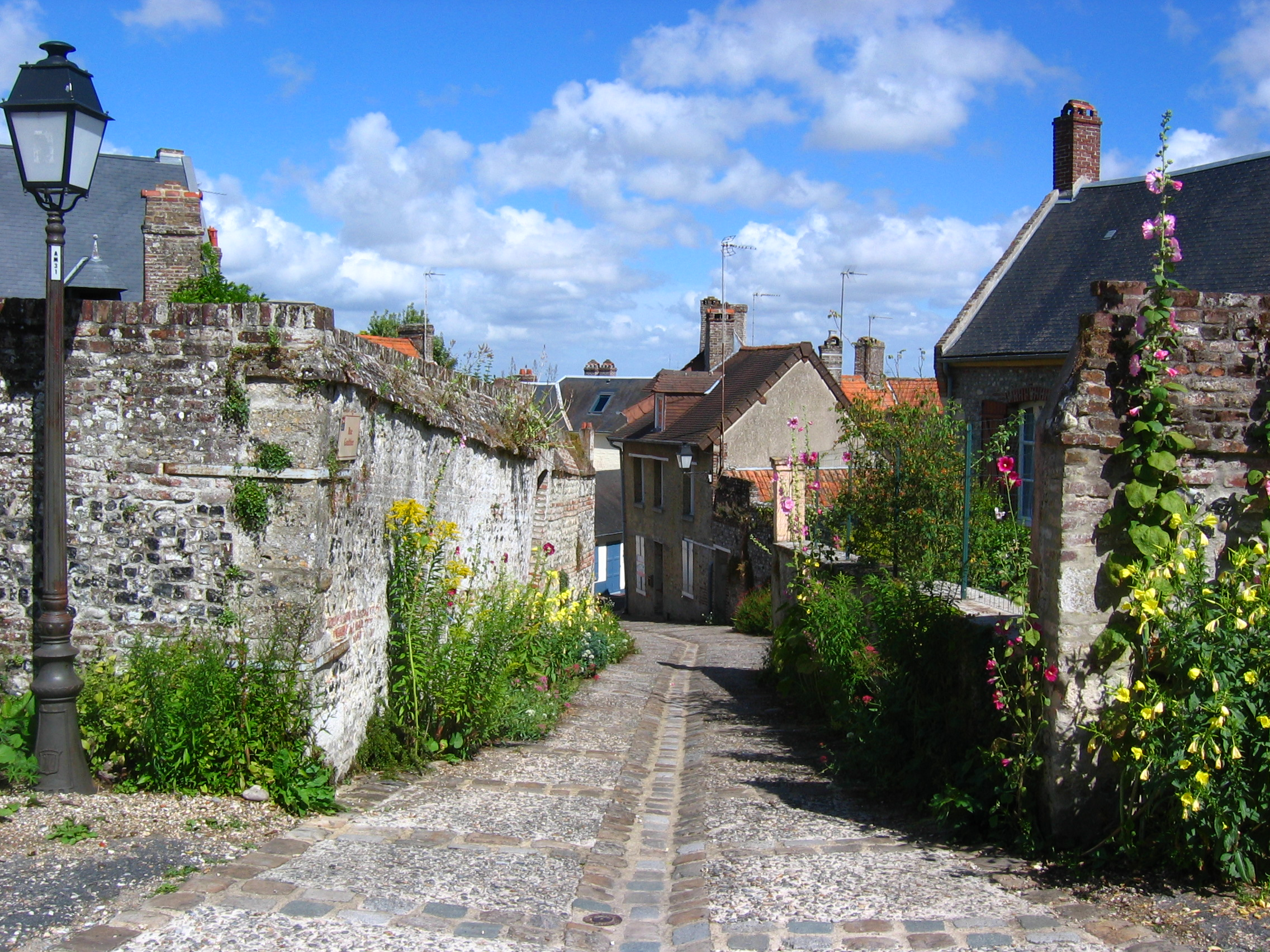
Rufe Gaultier in Saint-Valery-sur-Somme

Der Kanton Saint-Valery-sur-Somme war bis 2015 ein französischer Wahlkreis im Arrondissement Abbeville, im Départemen Somme und in der Region Picardie; sein Hauptort war Saint-Valery-sur-Somme. Vertreter im Generalrat des Départements war zuletzt von 2001 bis 2015 Nicolas Lottin (DLR).
Der Kanton Saint-Valery-sur-Somme war 146,31 km² groß und hatte 11.345 Einwohner (Stand: 1999), was einer Bevölkerungsdichte von rund 78 Einwohnern pro km² entsprach. Er lag im Mittel 24 m hoch, zwischen 0 m in Boismont und 90 m in Franleu.

## Gemeinden
Der Kanton bestand aus zwölf Gemeinden:
| Gemeinde               | Einwohner Jahr | Fläche km² | Bevölkerungsdichte | Code INSEE | Postleitzahl |
| ---------------------- | -------------- | ---------- | ------------------ | ---------- | ------------ |
| Arrest                 | 873 (2013)     | –          | – Einw./km²        | 80029      | 80820        |
| Boismont               | 481 (2013)     | –          | – Einw./km²        | 80110      | 80230        |
| Brutelles              | 189 (2013)     | –          | – Einw./km²        | 80146      | 80230        |
| Cayeux-sur-Mer         | 2.610 (2013)   | –          | – Einw./km²        | 80182      | 80410        |
| Estrébœuf              | 243 (2013)     | –          | – Einw./km²        | 80287      | 80230        |
| Franleu                | 525 (2013)     | –          | – Einw./km²        | 80345      | 80210        |
| Lanchères              | 923 (2013)     | –          | – Einw./km²        | 80464      | 80230        |
| Mons-Boubert           | 529 (2013)     | –          | – Einw./km²        | 80556      | 80210        |
| Pendé                  | 1.101 (2013)   | –          | – Einw./km²        | 80618      | 80230        |
| Saigneville            | 403 (2013)     | –          | – Einw./km²        | 80691      | 80230        |
| Saint-Blimont          | 918 (2013)     | –          | – Einw./km²        | 80700      | 80960        |
| Saint-Valery-sur-Somme | 2.745 (2013)   | –          | – Einw./km²        | 80721      | 80230        |